# Мразек, Людовик
Людовик Мразек (рум. Ludovic Mrazec; 17 июля 1867, Крайова — 9 июня 1944, Бухарест) — румынский геолог, член Румынской АН (1905) и её президент (1932—1935). Профессор Бухарестского университета (с 1894), директор основанного им Румынского геологического института (1906—1928).
Чешского происхождения. Окончил университет в Бухаресте.
Вместе со швейцарским геологом Л. Дюпарком проводил исследования Альп и Урала. Основные работы посвящены вопросам минералогии, петрографии и тектоники Карпат, а также геологии нефтеносных районов Румынии и проблеме генезиса нефти. Ввёл в геологическую литературу термин «диапиризм».

## Избранные публикации
- Les plis diapirs et le diapirisme en général, «Comptes rendus des séances de I'lnstitut géologique de Roumanie», 1926, t. 6.